# Be Alright
《Be Alright》是韓國女子團體IVE的第三張日語專輯，於2025年7月30日由日本索尼音樂娛樂發行
主打歌為Be Alright，於2025年7月16日先行發布MV

## 背景
2025年6月20日在官方X上發布《Be Alright》各團員的專輯照片
2025年6月26日，IVE在Instagram上宣布將於2025年7月30日發行第三張日語專輯《Be Alright》。本張專輯收入了一首原創歌曲Be Alright、先前作為日本電視劇《廢柴經紀人！——我來管理沒落藝人——》的原聲歌曲DARE ME，並收入上一張迷你專輯《IVE SWITCH》的Accendio、Blue Heart和WOW的日語版本。2025年4月20日發布DARE ME音源，2025年7月16日發布Be AlrightMV

## 曲目
| 曲序     | 曲目                          | 时长  |
| -------- | ----------------------------- | ----- |
| 1.       | Be Alright                    | 2:52  |
| 2.       | DARE ME                       | 2:44  |
| 3.       | Accendio -Japanese version-   | 3:13  |
| 4.       | Blue Heart -Japanese version- | 3:09  |
| 5.       | WOW -Japanese version-        | 2:59  |
| 总时长： | 总时长：                      | 14:57 |